# Holenderski Związek Narciarski
Holenderski Związek Narciarski (hol. Nederlandse Ski Vereniging) – holenderskie stowarzyszenie kultury fizycznej pełniące rolę holenderskiej federacji narodowej w biegach narciarskich, kombinacji norweskiej, narciarstwie alpejskim, narciarstwie dowolnym oraz skokach narciarskich.
Związek jest członkiem Międzynarodowej Federacji Narciarskiej (FIS). Do jego celów statutowych związku należy promowanie, organizowanie i rozwój narciarstwa w Holandii m.in. poprzez szkolenia zawodników i instruktorów i organizację zawodów.